# SikkerhedsBranchen
SikkerhedsBranchen, Den Danske Brancheforening for Sikkerhed og Sikring, er interesseorganisation for virksomheder i sikkerheds- og sikringsbranchen, stiftet 1992.
SikkerhedsBranchen har til opgave at informere om brugen af sikringsprodukter og at fremme oplysning om og diskussion af sikring og sikkerhed.
Foreningen samarbejder bl.a. med politiet, Forsikring & Pension (forsikringsselskabernes brancheforening), Det Kriminalpræventive Råd, Justitsministeriet og forsvaret.
SecurityUser.com er det officielle fagblad for SikkerhedsBranchen.